# Port de Llafranc
El port de Llafranc és un port esportiu del municipi de Palafrugell (Baix Empordà), situat a la badia de Llafranc, a l'esquerra de la platja de Llafranc. Està protegit del vent de tramuntana pel Cap de Sant Sebastià. Inaugurat l'any 1970, n'és el titular l'organisme de Ports de la Generalitat, i està gestionat pel Club Nàutic Llafranc.
Disposa de 140 amarraments, per a una eslora de 6-4 metres. El calat de la bocana és de 5 metres i el calat interior de 2,65 metres.
El Club Nàutic Llafranc, fundat l'any 1963, tenia la base a la platja fins a la construcció del port. En els seus inicis, s’organitzaren moltes competicions de motonàutica i d’esquí nàutic, esports que amb el creixement del turisme i l’aparició de boies de fondeig a les cales, varen anar disminuint, per anar agafant més impuls la vela. Organitza ininterrompudament des de la seva fundació, la Regata de Llafranc 'Trofeu Santa Rosa'. Organitzà el Campionat d’Europa de la classe olímpica finn (1975) i els Campionats de Catalunya de classe laser (1988) i finn (1990), així com el Campionat d’Espanya de fotografia submarina en apnea (2005). Disposa d’escola de vela homologada per l’Escola Catalana de Vela.